# NGC 4979
NGC 4979 este o liner situată în constelația Părul Berenicei. A fost descoperită în 10 aprilie 1785 de către William Herschel. Se află la o distanță de 54,45 de megaparseci de Pământ.